# 115-й Нью-Йоркский пехотный полк
115-й Нью-Йоркский добровольческий пехотный полк (англ. 115th New York Volunteer Infantry Regiment), так же The Iron Hearted Regiment  — один из пехотных полков армии Союза во время Гражданской войны в США. Полк был сформирован в августе 1862 года и направлен в Харперс-Ферри, где принял участие в сражении при Харперс-Ферри. После капитуляции гарнизона был условно освобождён. После полного освобождения был отправлен на побережье, участвовал в сражении при Оласти (во Флориде), был задействован при осаде Питерсберга и участвовал в штурме форта Фишер. Был расформирован в июне 1865 года, часть рядовых перешла в 47-й Нью-Йоркский пехотный полк.

## Формирование
19 июля 1862 года полковник Саймон Сэммонс был уполномочен военным департаментом набрать полк и начал набор в округах Фултон, Хамильтон, Монтгомери и Саратога, разместив штаб в Фонде. В Фонде полк был сформирован и 26 августа принят на службу в федеральную армию сроком на три года. Формирование проходило в лагере Кэмп-Фонда в округе Монтгомери, и патриотический подъём был так велик, что набор был завершён за 40 дней.
Первым командиром полка стал полковник Саймон Сэммонс, подполковником Джордж Бэтчелдер и майором Патрик Коуэн.
29 августа в 11:00 полк был погружен в вагоны и отправлен в Олбани, остановился там на обед, затем отправился в Нью-Йорк и прибыл туда в 2 часа ночи 30 августа. Оттуда полк направили в Филадельфию, куда полк прибыл утром 31-го. Оттуда полк направили в Балтимор, погрузили на поезд и утром 1 сентября он прибыл в Сенди-Хук (Мэриленд), где полку выдали оружие и снаряжение.

## Боевой путь
1 сентября полк был включён в группировку Диксона Майлза, разделён на части и распределен вдоль железной дороги Балтимор-Огайо. 6 рот полка разместились в Чальстауне (где осмотрели место казни Джона Брауна). Рядовые вспоминали, что сразу начались проблемы с едой, потому что местные вирджинцы отказывались продавать им продовольствие. Ночью 3 сентября федеральный отряд покинул Винчестер, подорвав укрепления, и грохот взрывов был слышен в Чарльзтауне. Рано утром винчестерский отряд пришёл в Чарльзтаун, откуда всем было приказано отступать в Харперс-Ферри. 115-й начал отступление в 10:00. К ночи полк пришёл в Харперс-Ферри и стал на Боливарских высотах.

### Сражение при Харперс-Ферри
4 сентября полк обустроил себе лагерь на высотах левее 39-го Нью-Йоркского и 9-го Вермонтского полков. В последующие несколько дней южане время от времени нападали на часовых, при этом был ранен Джон Хаббард из роты А. Он стал первым человеком, которого полк потерял в боевых действиях.
В это время Северовирджинская армия начала наступление на Харперс-Ферри. 12 сентября южане были замечены на мэрилендских высотах, поэтому три роты полка (A, E, K) были отправлены на усиление высот. 13 сентября они приняли участие в боях на высотах. Потери были невелики: капитан роты К, Уильям Смит был ранен и попал в плен. Ранен был сержант рота А, Стивен Моррис. Ещё несколько человек получили незначительные ранения. Однако к концу дня федеральные полки отступили с Мэрилендских высот. 14 сентября началась бомбардировка Харперс-Ферри, при этом снаряды стали падать на территорию лагеря полка. В 16:00 пришёл приказ построиться в боевую линию на высотах, на крайнем правом фланге. Он простоял там до утра 15 июня, когда прибыл полковник Д'Утасси и сообщил полковнику Сэммонсу, что город капитулировал, поэтому полк должен сложить оружие. Во время капитуляции рядовые полка сняли с древков полковые знамёна и спрятали их, и не выдали их по требованию южан. За всё время сражения в полку погиб один человек: Джон Ван Броклин. Он был смертельно ранен осколком снаряда.
По статистике Эзры Кармана, из 115-го полка в плен попало 28 офицеров и 950 рядовых.
Утром 16 сентября полк покинул Харперс-Ферри и прошёл маршем до Фредерика, где встал на ночёвку в трёх милях от города. Оттуда полк выступил в Аннаполис и Балтимор, а 26 сентября отправился по воде через Пенсильванию и 27 сентября прибыл в Питсбург. Практически все условно освобождённые полки были направлены в лагерь Кэмп-Дуглас, но 115-й и 39-й Нью-Йоркские и 9-й Вермонтский были размещены в конюшнях в полумиле от лагеря.